# Стандартна колода

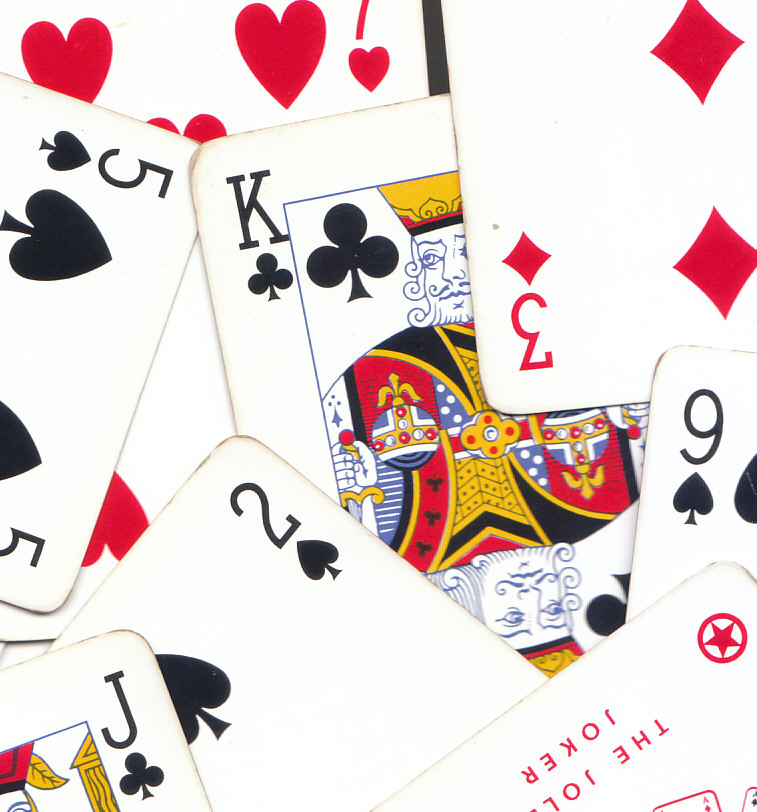
Карти англо-американської колоди

Стандартна колода, також відома як англо-американська колода — найпоширеніша у світі колода гральних карт, окремий малюнок французької колоди. Зазвичай складається з 52 карт та декількох джокерів. Ця колода карт є єдиною традиційною колодою, що зустрічається в англомовних країнах, а в багатьох інших вона використовується паралельно з місцевими картами — зазвичай старішими, часто з відмінними мастями (наприклад, німецька, швейцарська чи італо-іспанська колода).

## Склад
Стандартна 52-карткова колода французької масті складається з чотирьох мастей по 13 номіналів у кожній: трефа (♣), бубна (♦), чирва (♥) і піка (♠). Кожна масть містить по три картинки — короля, даму та валета, а також числові карти — від одного (туз) до десяти. Кожна числова карта зображує кількість очок (символів масті), що відповідають її номіналу, а також відповідну цифру, щонайменше в двох кутках (крім туза, який позначений літерою).
Крім того, з середини XX століття стандартна колода містить від одного до шести джокерів (найчастіше два або три). Джокери часто відрізняються один від одного, як за дизайном, так і за кольором, адже деякі картярські ігри потребують цих додаткових карт. Джокери також можуть бути використані на заміну втраченим або пошкодженим картам.
У стандартній 52-картковій колоді існує рівно 52! або 80,658,175,170,943,878,571,660,636,856,403,766,975,289,505,440,883,277,824,000,000,000,000 можливих перестановок.

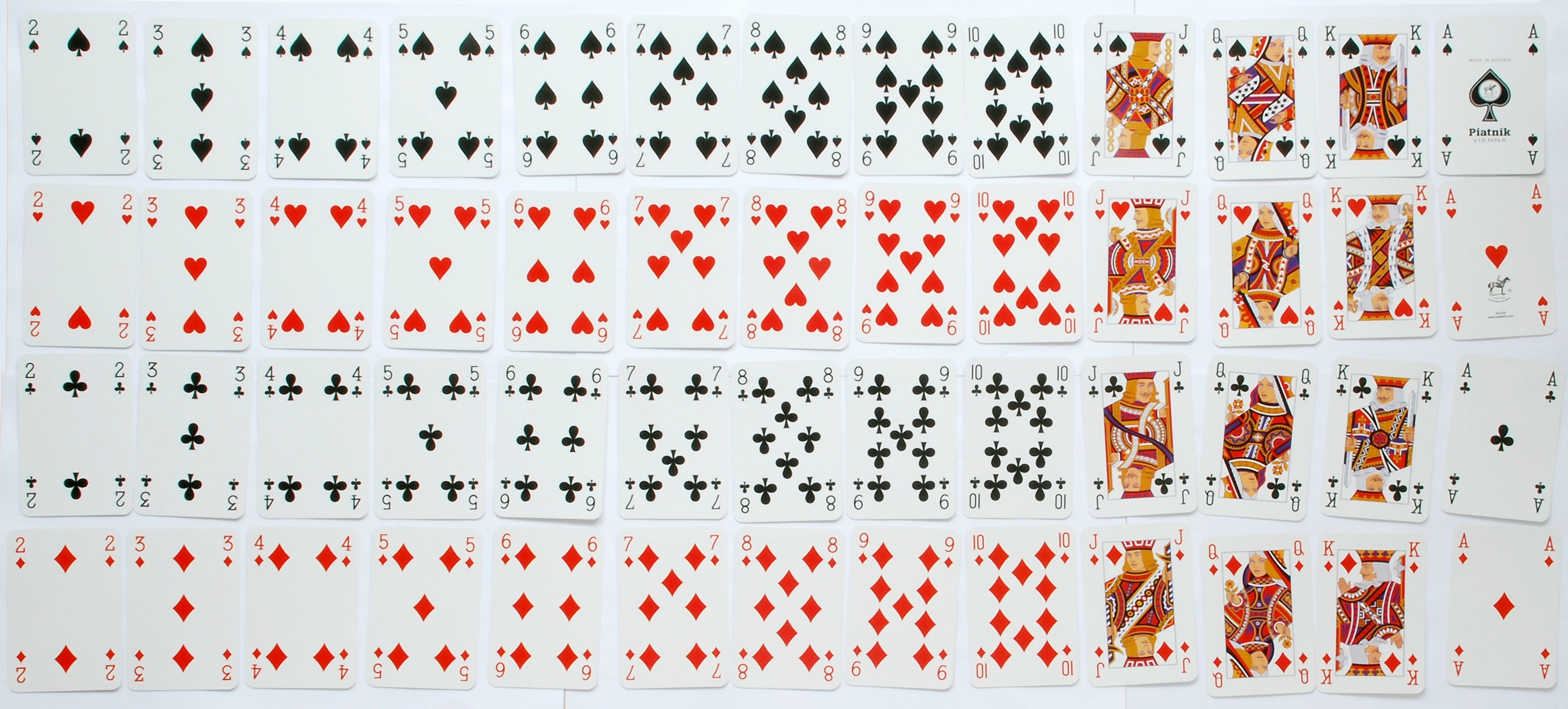
Стандартна колода виробництва Piatnik

## Історія
Англійська колода зародилася у Великій Британії, яка на 1480 рік імпортувала французькі гральні карти з Руана та Антверпена. Найдавніші карти англійського малюнку датуються приблизно 1516 роком, але Британія почала виробляти свої власні карти лише наприкінці XVI століття, коли в Лондоні розпочалося виробництво карт. Вони були засновані на руанському малюнку, але, на відміну від традиційних французьких карт, старші карти цієї колоди не містили позначок свого номіналу. Поволі англійський малюнок еволюціонував, втративши «частину свого руанського колориту й елегантності, і набував дедалі більшої стилізації. Фігури займали більше місця на картах, а багато деталей було спотворено».
Усі ранні карти цього типу були одноголовими, тобто малювалися в повний зріст, але близько 1860 року з'явилися двоголові обертні́ карти, які повсюдно використовуються в сучасних колодах. Кутові позначки були додані близько 1880 року. Протягом XIX століття англійська колода поширилася по всьому світу та зараз використовується практично скрізь, навіть у країнах, де популярні традиційні колоди з іншими мастями. У Сполучених Штатах англійський малюнок перенесли на більш широкі карти.
Самобутній дизайн і логотип виробника, що зазвичай зображається на піковому тузі, з'явився за часів правління Якова I, який видав указ, що вимагав штампувати цю карту як доказ сплати податку на місцеве виробництво карт. До 4 серпня 1960 року колоди гральних карт, надруковані та продані у Великій Британії, підлягали оподаткуванню, а на піковому тузі було зазначено ім'я видавця та факт сплати податку на карти. Колоди також запечатували державною митною маркою.

## Розміри
| Виробник             | Країна          | Продаються як                              | Довжина | Довжина | Ширина | Ширина |
| Виробник             | Країна          | Продаються як                              | дюймів  | мм      | дюймів | мм     |
| -------------------- | --------------- | ------------------------------------------ | ------- | ------- | ------ | ------ |
| De La Rue (бл. 1870) | Велика Британія | не зазначено                               | 3,7     | 94      | 2,5    | 64     |
| Kem                  | Сполучені Штати | покер (широкі)                             | 3,5     | 89      | 2,5    | 64     |
| Piatnik              | Австрія         | класичний покер, покер про (широкі)        | 3,5     | 88      | 2,5    | 63     |
| Bicycle              | Сполучені Штати | покер                                      | 3,5     | 88      | 2,5    | 63     |
| Cartamundi           | Бельгія         | покер                                      | 3,5     | 88      | 2,5    | 63     |
| Cartamundi           | Бельгія         | бридж                                      | 3,4     | 87      | 2,2    | 56     |
| Handa                | Данія           | не зазначено (широкі)                      | 3,6     | 91      | 2,4    | 62     |
| De La Rue (бл. 1890) | Велика Британія | не зазначено (Pneumatic Series F (вузькі)) | 3,5     | 90      | 2,4    | 62     |
| Ravensburger         | Німеччина       | покер                                      | 3,6     | 92      | 2,3    | 59     |
| ASS Altenburger      | Німеччина       | покер, ремі                                | 3,6     | 91      | 2,3    | 59     |
| Piatnik              | Австрія         | бридж, покер, віст (вузькі)                | 3,5     | 89      | 2,3    | 58     |
| Waddingtons          | Велика Британія | бридж                                      | 3,5     | 88      | 2,3    | 58     |
| Kem                  | Сполучені Штати | бридж (вузькі)                             | 3,5     | 89      | 2,25   | 57     |
| Handa                | Данія           | не зазначено (вузькі)                      | 3,4     | 87      | 2,2    | 56     |
| Oberg                | Швеція          | покер                                      | 3,4     | 87      | 2,2    | 56     |

Історично розмір гральних карт залежав від друкаря, але протягом XIX століття розміри було стандартизовано — спершу до пропорцій 3½ на 2½ дюйма. Сьогодні їх часто називають «широкими» або «покерними» картами. Ширші гральні карти мали переваги: ними було важче мухлювати, а якщо колода мала затаскані краї, а купити нову не було можливості, карти можна було обрізати до меншого розміру. Вужчі карти, відомі як «вістові» або «бриджеві», ймовірно, вперше з'явилися в Європі та дозволили гравцям зручно тримати більшу кількість карт, необхідних для таких ігор, як бридж.
Єдино правильних вимог до розміру карт не існує, тому різні виробники в різних країнах виробляють колоди з незначними відхиленнями. Так, у Німеччині, стандартні покерні колоди від ASS Altenburger і Ravensburger мають розмір 92 на 59 мм. Австрійський Piatnik продає колоди для бриджу, покеру, та вісту розміром 89 на 58 мм, тоді як британський Waddingtons виробляє універсальні колоди розміром 88 на 58 мм.
Також доступні інші розміри, зокрема середній розмір (зазвичай 67 на 42 мм) і мініатюрний розмір (найчастіше 45 на 32 мм). Вони часто призначені для гри в пасьянс. Більші «велетенські» карти випускаються для карткової магії та для людей з поганим зором.
Товщина й вага сучасних гральних карт залежать від численних змінних, пов'язаних з їхнім призначенням і відповідним дизайном матеріалу для міцності, жорсткості, текстури та зовнішнього вигляду.

## Нотатки
1. ↑  Покерні карти Kem за розміром близькі до B8 (88 на 62 мм) стандарту ISO 216.
2. ↑  Взята з упаковки з туристичним мотивом, тож, можливо, була орієнтована на американський ринок.